# Canaan Online
Canaan Online est un jeu de rôle pour navigateur massivement multijoueur gratuit et sans telechargement (MMORPG) développé par XPEC Entertainment. Il sort en Chine en 2008 et en 2010 en Europe.
Canaan est un jeu gratuit. Les joueurs peuvent toutefois acheter des objets contre de l'argent à la boutique afin d'améliorer leurs personnages.
Canaan Online a fermé ses portes le 30 avril 2014 (à 14h).

## Synopsis
Canaan Online se déroule dans un univers héroic fantasy. Ses habitants ont fui leur ancien monde en passant par une porte magique connue sous le nom de Porte sacrée, et arrivent dans un nouveau monde paradisiaque. Après de nombreuses années de querelles et de conflits entre humains, le peuple cherche à rejoindre son ancienne terre, afin de tout recommencer et de reconstruire leur civilisation.

## Système de jeu
Les joueurs peuvent créer un personnage qu'ils joueront dans le jeu. Pendant la phase de création du personnage, le joueur peut personnaliser l'apparence du personnage et son nom, et choisir une des cinq classes disponibles - Guerrier, Prêtre, Mage, Archer ou Druide.
Au cours du jeu, le joueur combat des monstres et a la possibilité d'explorer des donjons et le personnage peut être personnalisé en cours d'aventure avec des costumes de toutes sortes avec du vrai argent et de l'argent virtuel. Canaan étant un jeu simple à utiliser, les joueurs peuvent changer l'option d'attaque de leur personnage en 'Auto' et pourront toujours combattre sans avoir à contrôler activement leur personnage. La présence du familier occupe aussi une part très importante en combat car les monstres peuvent être capturés et apprivoisés pour devenir des familiers, et les familiers peuvent alors être utilisés pour apporter leur soutien au personnage en attaque, possession et en défense.

## Développement
Le but de ce jeu est de permettre aux joueurs de jouer à un MMORPG sans avoir à télécharger ou installer de client de jeu. En Chine, il a reçu un bon accueil du public et a reçu le prix du "Meilleur MMO sur navigateur pour 2008".
Canaan Online a été développé par XPEC Entertainment et est sorti sur le marché chinois en 2008. Il est publié début 2010 par Gala Networks Europe sur le marché européen en anglais, en allemand et en français.